# Eko Eko Azarak 2: Birth of the Wizard
Pour les articles homonymes, voir Eko Eko Azarak.
Série
Eko Eko Azarak: Wizard of Darkness
(1995) Eko Eko Azarak 3: Misa the Dark Angel
(1998)
Pour plus de détails, voir Fiche technique et Distribution.
Eko Eko Azarak 2: Birth of the Wizard (エコエコアザラクⅡ, Eko eko azaraku II) est un film japonais réalisé par Shimako Satō, sorti en 1996.

## Synopsis
Des archéologues découvrent le cercueil de Kirie, une sorcière morte depuis une centaine d'années. À peine l'ont-ils ouvert que cette dernière se réveille et les réduit en charpie, n'épargnant une fille que pour la posséder et partir à la recherche de celle qu'elle a attendu pendant toutes ces années. Cette élue n'est à première vue qu'une adolescente ordinaire, mais la plus puissante sorcière de tous les temps sommeille en la jeune Misa Kuroi. Posséder son corps donnerait à Kirie le pouvoir absolu mais c'est sans compter sur Saiga, un autre sorcier bien décidé à se dresser en travers de son chemin et à l'anéantir. Pour cela, il devra protéger Misa jusqu'à ce que cette dernière prenne conscience de son destin et apprenne à maîtriser son pouvoir sans limites. Car elle seule pourra renvoyer Kirie en enfer et sauver le monde...

## Fiche technique
- Titre original : エコエコアザラクⅡ (Eko eko azaraku II?)
- Titre français : Eko Eko Azarak 2: Birth of the Wizard
- Réalisation : Shimako Satō
- Scénario : Shimako Satō, d'après le manga de Shin'ichi Koga (ja)
- Production : Yoshinori Chiba, Tomoyuki Imai, Akira Tsuburaya et Hiroshi Yamaji
- Musique : Mikiya Katakura
- Photographie : Shoei Sudo
- Montage : Shimako Satō
- Pays d'origine :  Japon
- Langue originale : japonais
- Format : couleur - 1,85:1 - Dolby Digital - 35 mm
- Genre : Horreur
- Durée : 83 minutes[1]
- Date de sortie :
  - Japon : 20 avril 1996[1]

## Distribution
- Kimika Yoshino : Misa Kuroi
- Wataru Shihodo : Saiga
- Chieko Shiratori : Shoko Takanashi
- Akira Otani : Takanashi
- Eisei Amamoto : Master of Saiga
- Akira Saito : Dr Okawa
- Takashi Mihashi : Katsuya Terada
- Makoto Fujieda : Chiharu Kimura
- Tamio Ishikura : Professeur Kaji
- Miho Fukuie : Kyoko Nanatsuki
- Yasushi Higuchi : Premier policier
- Takumi Yuda : Second policier
- Koichi Chiba : Jeune homme à bicyclette
- Tomoshi Nakagawa : L'homme dans le parc
- Erika Suzuki : Misa enfant
- Amina Tominaga : Kirie
- Yūjin Kitagawa : Takeaki Okazaki

## Distinctions

### Nominations
- Fantasporto 1998 : Meilleur film

## Voir également
- 1995 : Eko Eko Azarak: Wizard of Darkness (Eko Eko Azaraku), film japonais de Shimako Satō
- 1997 : Eko Eko Azarak, la série (Eko Eko Azaraku: The Series), série télévisée japonaise de Sōtarō Hayashi
- 1998 : Eko Eko Azarak 3: Misa the Dark Angel (Eko Eko Azaraku III), film japonais de Katsuhito Ueno
- 2001 : Eko Eko Azarak 4 (Eko Eko Azaraku IV), film japonais de Kosuke Suzuki